# گمینا مرانگووو
گمینا مرانگووو (به لهستانی:  Gmina Mrągowo) یک گمینا در لهستان است که در شهرستان مرانگووو واقع شده‌است. گمینا مرانگووو ۲۹۴٫۸۷ کیلومتر مربع مساحت و ۷٬۴۸۵ نفر جمعیت دارد.